# Jørgen Bøfke
Jørgen Bøfke (død 1699) var en dansk rådmand, bror til Hans Bøfke.
Han var søn af købmand Ditmer Bøfke og var købmand som sin fader. Fra 1686 var han en af Stadens 32 mænd, og fra 1688 til sin død 1699 var han rådmand. Tillige var han kvæsthusforvalter og medlem af kanaldirektionen. Hans anden hustru, Maren, som han ægtede 1694, var en datter af Sjællands biskop Hans Wandal. Da ægteskabet var barnløst og hans børn af første ægteskab alle var døde små, uddøde slægtens borgerlige gren med ham.
Han ejede fra 1687 gården Sandholm, som han i 1696 solgte til Søster Svane, enke efter biskop Hans Bagger.